# Arcoptilia pongola
Arcoptilia pongola là một loài bướm đêm thuộc họ Pterophoridae. Nó được tìm thấy ở Nam Phi.